# Eukoenenia zariquieyi
Espèce
Synonymes
- Koenenia draco zariquieyi Condé, 1951

Eukoenenia zariquieyi est une espèce de palpigrades de la famille des Eukoeneniidae.

## Distribution
Cette espèce est endémique de Catalogne en Espagne. Elle se rencontre dans la grotte Cueva del Salitre à Collbató dans le Montserrat.

## Description
La femelle holotype mesure 1,5 mm.
C'est une espèce troglobie.

## Étymologie
Cette espèce est nommée en l'honneur de Ricardo Zariquiey Álvarez (1897-1965).

## Systématique et taxinomie
La sous-espèce Eukoenenia draco zariquieyi a été élevée au rang d'espèce par Mayoral et Barranco en 2013.

## Publication originale
- Condé, 1951 : Une Koenenia cavernicole du Montserrat (Catalogne). (Arachnides Palpigrades). Revue Française d'Entomologie, vol. 18, p. 42-45.